# Норвуд, Оливер
О́ливер Джеймс Но́рвуд (англ. Oliver James Norwood; родился 12 апреля 1991 года в Бернли) — английский и североирландский футболист, полузащитник английского клуба «Стокпорт Каунти». На международном уровне выступал за сборную Англии до 17 лет, однако затем начал выступать за Северную Ирландию.

## Клубная карьера
Норвуд начал тренироваться в молодёжной академии «Манчестер Юнайтед» с семилетнего возраста. Сыграл восемь матчей за молодёжный состав «Юнайтед» в сезонах 2005/06 и 2006/07, а в июле 2007 года официально стал игроком Академии «Юнайтед». В сезоне 2007/08 сыграл 22 матча за молодёжный состав клуба, которых забил 2 гола. 6 ноября 2007 года дебютировал за резервный состав «Юнайтед» в матче с «Мидлсбро», который завершился победой со счётом 2:1. В следующем сезоне Норвуд провёл 28 матчей за молодёжный состав клуба, забив в них 9 голов, а также сыграл 10 матчей за резервистов. В июле 2009 года подписал профессиональный контракт с клубом.
В сезоне 2009/10 Норвуд начал регулярно выступать за резервный состав клуба, а также получил свой первый вызов в основной состав на матч Лиги чемпионов против «Вольфсбурга». Он полетел с командой в Германию, однако в окончательную заявку на матч включён не был. 1 января 2019 года перешёл в «Шеффилд Юнайтед».

## Карьера в сборной
Норвуд дебютировал за основную сборную Северной Ирландии 11 августа 2010 года в товарищеском матче против сборной Черногории, в котором североирландцы проиграли со счётом 2:0.